# Willy Baby
Pour les articles homonymes, voir Baby.
Willy Baby, de son nom civil Adovi Koffi William, né le 1er mai 1998 au Togo, est un artiste togolais de hip-hop,.

## Biographie
Willy Baby fait ses débuts dans la musique grâce à son frère qui lui fait écouter des rappeurs et chanteurs africains alors qu'il avait 11 ans. Son premier morceau s'intitule Baby Girl,.

## Discographie
Albums studio
-DU PLUS PETIT AU PLUS GRAND (2016)
-Le Succès m'appelle (2017)
Singles
Supersoul (2022)
Loving me (2022)
Thalia (2022)
Vibe (2023)
EHA (2024)
Collaborations
I believe ft Sethlo (2023)
UVGND Ft Yed (2023)